# Up & Down (In & Out)
"Up & Down (In & Out)" är en hiphop-inspirerad R&B-låt framförd av den kanadensiska sångerskan Deborah Cox, komponerad av duon Jimmy Jam & Terry Lewis för Coxs tredje studioalbum The Morning After (2002). 
I "Up & Down (In & Out)" sjunger sångerskan om ett skakigt förhållande. Det bas-orienterade midtempo-spåret släpptes som skivans ledande singel i mitten av år 2002. Låten blev den första på singellistorna på över två år. Singeln debuterade på en 67:e plats på USA:s R&B-lista och slog därmed närmaste R&B-konkurrenten Toni Braxton, som debuterade på en 77:e plats med sin basdrivna ledande singel "Hit the Freeway". "Up & Down" tog sig dock enbart till en 58:e plats på listan, vilket vid tidpunkten, blev sångerskans sämst-listpresterande ledande singel. Singeln bemöttes med positiv kritik från media, vissa lyfte fram låten som "årets sexigaste" medan Vibe Magazine-recensenten Sam Goody förklarade att Deborah Cox i "'Up & Down' ger prov på sin varma och djupa klassiskt tränade stämma. "
"Up & Down" blev den första och enda singeln från The Morning After som hade en medföljande musikvideo och marknadsföring tack vare sångerskans graviditet.

## Musikvideo
En musikvideo spelades in för en remixversion av låten med rapparen Jadakiss. I videon syns Cox dansa förföriskt i en klubb medan sekvenser visar sångerskan framföra låten på olika platser. Låten och videon märkte Deborah Cox övergång till en mera sensuell image än tidigare.

## Format och innehållsförteckningar
- Amerikansk CD-singel

1. "Up & Down (In & Out)" (Allstar Remix) - 4:24
2. "Up & Down (In & Out)" (Allstar Remix No Rap) - 3:37
3. "Up & Down (In & Out)" (Original Version) - 5:01

- Amerikansk Vinyl-singel

1. "Up & Down (In & Out)" (Allstar Remix) - 4:24
2. "Up & Down (In & Out)" (Allstar Remix No Rap) - 3:37
3. "Up & Down (In & Out)" (Allstar Instrumental) - 4:49
4. "Up & Down (In & Out)" (Godson Remix) - 4:48
5. "Up & Down (In & Out)" (Godson Instrumental) - 4:48
6. "Up & Down (In & Out)" (Original Version) - 5:01

## Listor
| Listor (2002)                               | Topp position |
| ------------------------------------------- | ------------- |
| Amerikanska Billboard Hot R&B/Hip-Hop Songs | 58            |